# Keep the Faith
Keep the Faith är ett album av musikgruppen Bon Jovi, utgivet i november 1992. 
Gruppen hade under en tid haft en paus sedan det föregående albumet New Jersey. Bandet hade helt ändrat sin stil, klippt av det långa håret och slutat med kajalen. De var nu inte längre "pudelrockare" utan mer sofistikerade och låtarna ver mer genomarbetade. Här fanns det låtar som bara spelades med piano och två minuter långa gitarrsolon ("Dry Country"). Kritikerna gillade inte den nya stilen och sade att skivan skulle floppa, men den blev en succé och är än idag Bon Jovis fjärde mest sålda album. Det toppade albumlistorna i Europa, USA och Australien under en lång tid och låg etta på Kanadas listor under större delen av 1993. Det har sålt i 17 000 000 exemplar.
"Keep the Faith" släpptes som förstasingel. Den blev #5 på singellistan i Storbritannien och #29 i USA. Den andra singeln var balladen "Bed of Roses" som hamnade på #10 i USA och #14 i Storbritannien. "In These Arms" släpptes som tredjesingel och nådde upp till #9 i Storbritannien och #29 i USA. "I'll Sleep When I'm Dead hamnade" på #17 i Storbritannien och #97 i USA. "Dry Country" hamnade på #9 i Storbritannien och sist "I Belive" hamnade på #11 i Storbritannien.

## Låtlista
1. "I Believe" (Jon Bon Jovi) - 5:50
2. "Keep the Faith" (Jon Bon Jovi/Desmond Child/Richie Sambora) - 5:45
3. "I'll Sleep When I'm Dead" (Jon Bon Jovi/Desmond Child/Richie Sambora) - 4:44
4. "In These Arms" (Jon Bon Jovi/David Bryan/Richie Sambora) - 5:19
5. "Bed of Roses" (Jon Bon Jovi) - 6:34
6. "If I Was Your Mother" (Jon Bon Jovi/Richie Sambora) - 4:26
7. "Dry County" (Jon Bon Jovi) - 9:53
8. "Woman in Love" (Jon Bon Jovi) - 3:48
9. "Fear" (Jon Bon Jovi) - 3:05
10. "I Want You" (Jon Bon Jovi) - 5:36
11. "Blame It on the Love of Rock & Roll" (Jon Bon Jovi/Richie Sambora) - 4:23
12. "Little Bit of Soul" (Jon Bon Jovi/Richie Sambora) - 5:47

## Medverkande
- Jon Bon Jovi - sång, gitarr, slagverk, piano
- Richie Sambora - gitarr, bakgrundssång
- David Bryan - keyboard, bakgrundssång
- Tico Torres - trummor, slagverk
- Alec John Such - bas